# Diecezja Marquette
Diecezja Marquette (ang. Diocese of Marquette, łac. Dioecesis Marquettensis) – diecezja Kościoła rzymskokatolickiego w metropolii Detroit w Stanach Zjednoczonych. Obejmuje w całości część stanu Michigan określaną jako Górny Półwysep. Patronem diecezji jest św. Piotr.
Diecezja powstała w 1853 jako wikariat apostolski Górnego Michigan. W 1857 wikariat został podniesiony do rangi diecezji pod nazwą Sault Sainte Marie, zaczerpniętą od ówczesnej siedziby biskupa. W 1865 nazwa uległa zmianie na diecezję Sault Sainte Marie-Marquette, zaś w 1937 ustalona została obecna nazwa administratury.

## Bibliografia

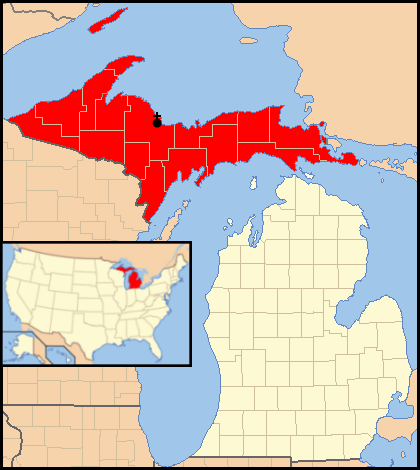
Obszar diecezji zaznaczony na mapie stanu Michigan